# Agapostemon chiriquiensis
Agapostemon chiriquiensis är en biart som först beskrevs av Joseph Vachal 1903.  Agapostemon chiriquiensis ingår i släktet Agapostemon och familjen vägbin. Inga underarter finns listade i Catalogue of Life.